# Viola (Włochy)
Viola (piem. Viòla) – miejscowość i gmina we Włoszech, w regionie Piemont, w prowincji Cuneo.
Według danych na rok 2004 gminę zamieszkiwało 461 osób, 22 os./km².